# 救世傳說
NOX是一部Westwood Studios用来对抗暴雪公司2000年发行的ARPG大作暗黑破坏神II而购买并开发的ARPG类游戏。比起此类游戏在现代意义上的开山鼻祖暗黑破坏神，NOX显出了自己独有的特色，不同角色在单人游戏过程中不仅是方式不同，其剧情路线也各异。而有趣实用的技能法术系统和独特的与环境互动的物理系统，使玩家可以体会出完全相异于暗黑破坏神的游戏乐趣，并真正体现了ARPG游戏中动作的成分。该作品上乘的画面，流畅的操作手感和出色细腻的细节设置都使它成为一部第一流的、为数不多的真正能和暗黑破坏神比肩的ARPG游戏，其相对清新亮丽的画风也使不太喜欢暗黑破坏神黑暗风格的玩家有了更多的选择。